# タイラン・アンタルヤル
タイラン・アンタルヤル（Taylan Antalyalı 、1995年1月8日 - ）は、トルコ・ヤターン出身の同国代表プロサッカー選手。ガラタサライSK所属。ポジションはMF。

## 経歴

### クラブ
ブジャスポルの下部組織で育成され、2011-12シーズンにトップチームに昇格。2012年5月13日のカスムパシャSK戦でトップチームデビューを果たした。
2014年8月、ゲンチレルビルリイSKに完全移籍。しかし出場機会を得られず、下位クラブへの期限付き移籍ののち、2016-17シーズン終了後に契約満了で退団した。
2017年8月、BBエルズルムスポルにフリーで加入。
2019年9月2日、ガラタサライSKに加入、4年契約を結んだ。

### 代表
2021年3月24日、2022 FIFAワールドカップ・ヨーロッパ予選のオランダ代表戦でトルコ代表デビュー。